# Elecciones al Parlamento Europeo de 2024 (Suecia)
Las elecciones al Parlamento Europeo de 2024 en Suecia se celebraron el 9 de junio de dicho año como parte de las elecciones al Parlamento Europeo de 2024.

## Sistema electoral
En comparación con las últimas elecciones, Suecia ganó un eurodiputado, que le fue asignado en 2020 con motivo de la redistribución post Brexit.
Los 21 miembros son elegidos mediante representación proporcional de lista semiabierta en una única circunscripción nacional con escaños asignados mediante el sistema Sainte-Laguë modificado y un umbral electoral del 4%.
Tanto los ciudadanos suecos como los de la Unión Europea que residen en el país tienen derecho a votar en las elecciones europeas en Suecia. Los ciudadanos suecos no necesitan registrarse, mientras que otros ciudadanos de la UE que residen en Suecia deben registrarse en el condado de su residencia al menos 30 días antes del día de las elecciones. Además, las personas con derecho a voto deben cumplir 18 años a más tardar el día de las elecciones.

## Resultados
|  | 24.77 % |

|  | 17.53 % |

|  | 13.85 % |

|  | 13.17 % |

|  | 11.06 % |

|  | 7.29 % |

|  | 5.71 % |

|  | 4.38 % |

|  | 2.25 % |

|  | 98.99 % |

|  | 0.80 % |

|  | 0.21 % |

|  | 53.39 % |